# Romeo Gontineac
Romeo Stefan Gontineac (Hlipiceni, 18 dicembre 1973) è un allenatore di rugby a 15 ed ex rugbista a 15 rumeno, in carriera attivo come centro soprattutto in Francia e internazionale per la Romania di cui è stato capitano e allenatore.
Dal 2020 è allenatore dell'Aurillac.

## Biografia
Originario Hlipiceni nel Distretto di Botoșani in Romania iniziò a giocare all'età di sei anni e già nel 1993 giocò per il U Cluj. Nel 1995 fece il suo esordio in nazionale in un test match con la Francia e successivamente fu convocato per la coppa del mondo in Sudafrica giocando tutte e tre le partite del girone, tra cui quella con i padroni di casa del Sudafrica. L'anno seguente decise di tornare in Sudafrica e si accordò con gli Eagles, fu il primo giocatore rumeno a giocare in Currie Cup. Terminata l'esperienza tornò in Europa giocando in Francia, prima a Grenoble e Pau e poi dal 1998 all'Aurillac dove chiuse la carriera da giocatore nel 2010.
In nazionale Gontineac, oltre ad essere stato capitano, è uno dei giocatori con più presenze e con più partecipazioni ai mondiali, ben quattro partecipazioni più una da allenatore con la nazionale delle querce (1995, 1999, 2003, 2007 e da CT nel 2011). Il suo primato è stato battuto solo nel 2015 da Ovidiu Tonița.
Ha inoltre conquistato il campionato europeo nel 1999-2000, nel 2001-02 e nel 2004-06, collezionando in totale 76 presenze e 68 punti frutto di 13 mete e un drop.
Appena ritirato nel 2010 diventò commissario tecnico della nazionale rumena in vista del Mondiale 2011 al fianco di Steve McDowall. Appena terminato il contratto Gontineac tornò in Francia all'Aurillac con gli Espoirs e nel 2020 è subentrato ad André Bester sulla panchina della prima squadra.